# Iglesia de San Pedro (Palau-sator)

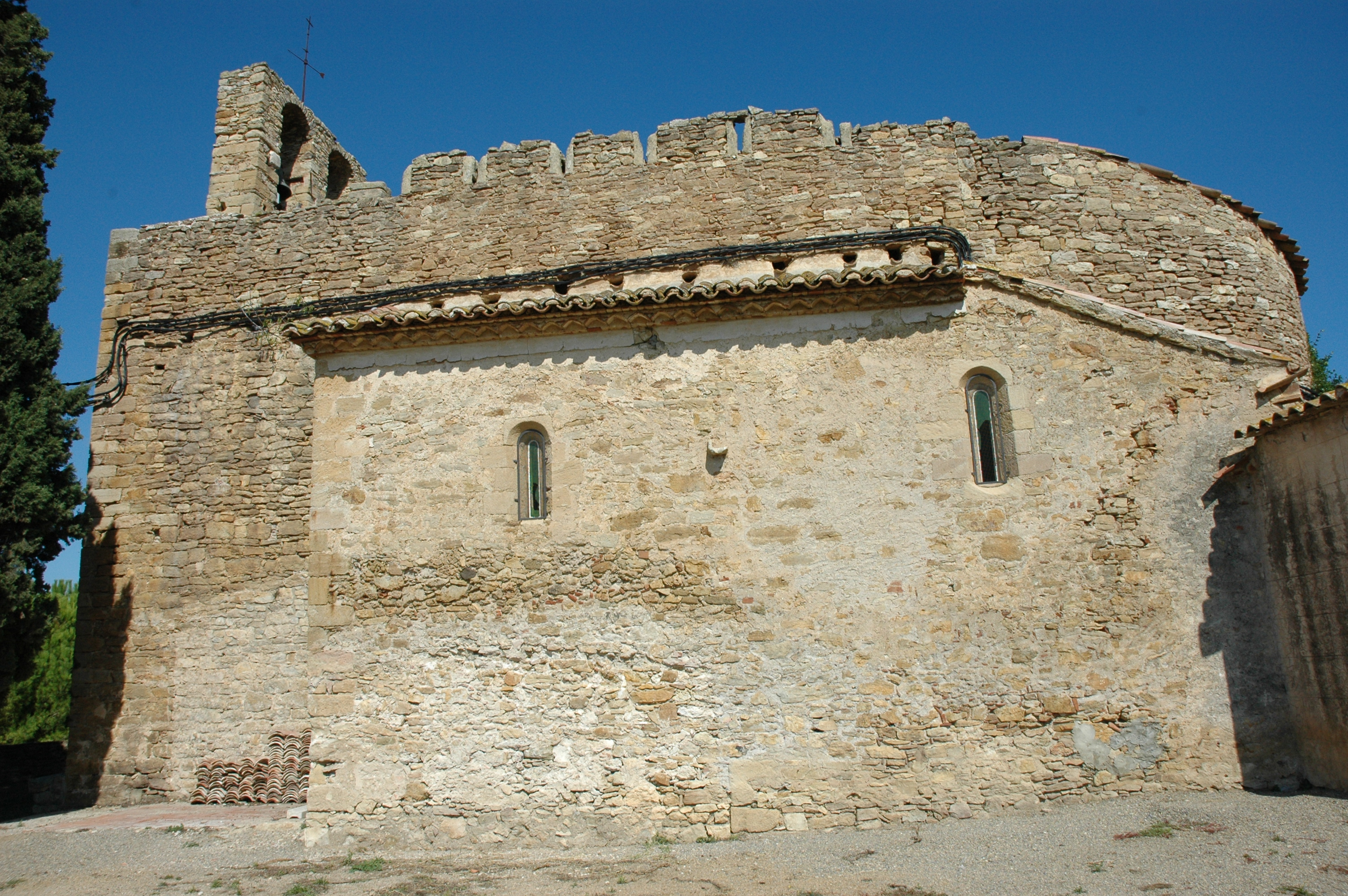
Iglesia de San Pedro

La iglesia de San Pedro de Palau-sator es la iglesia parroquial en el municipio de Palau-sator de la comarca catalana del Bajo Ampurdán (provincia de Gerona). Es un monumento protegido e inventariado en el Patrimonio Arquitectónico Catalán.

## Descripción
Se encuentra situada fuera del antiguo núcleo fortificado de la población. Es un edificio de una nave con capillas laterales y ábside semicircular. La fachada principal se encuentra situada a poniente; donde presenta una puerta de acceso, con dos arcos de medio punto, sin dintel ni tímpano. En el centro de esta fachada hay una pequeña abertura de arco de medio punto, de doble derrame. La nave se cubre con bóveda apuntada. El templo conserva vestigios de su fortificación; en el lado meridional donde hay un muro con aspilleras.
El edificio fue construido durante el periodo románico, a finales de los siglos XII y XIII. De época posterior son las capillas laterales, el coro y las sacristías (siglos XVI-XVII). El templo fue restaurado en 1943, según consta en la placa que hay junto a la puerta de acceso.